# Otto Dingeldein (Admiral)
Otto Dingeldein (* 6. März 1915 in Reichelsheim (Odenwald); † 11. Mai 1981 in Gundelfingen) war ein deutscher Marineoffizier, zuletzt Flottillenadmiral der Bundesmarine.

## Leben
Otto Dingeldein war der Sohn des Architekten Johannes Dingeldein (1877–1951) und der Eva Margarethe geborene Seitz (1885–1953). Er trat 1935 in die Kriegsmarine ein und diente im Zweiten Weltkrieg bei der U-Bootwaffe u. a. als Kapitänleutnant und Leitender Ingenieur auf den Unterseebooten U 170 und U 171. Am 10. Januar 1944 erhielt er das Deutsche Kreuz in Gold.
Nach Gründung der Bundeswehr war Dingeldein Offizier bei der Bundesmarine. Zunächst Referent im Bundesministerium der Verteidigung, war von Juli 1960 bis September 1963 Kommandeur der neu aufgestellten Schiffssicherungslehrgruppe und kehrte anschließend als Referatsleiter P VI 3 ins Bundesministerium der Verteidigung zurück. In dieser Position, welche er bis September 1966 innehatte, erfolgte seine Beförderung zum Kapitän zur See. Von Oktober 1966 bis Ende September 1969 war er Leiter der Unterabteilung I für Personal, Innere Führung und Ausbildung im Führungsstab der Marine. Im Oktober 1969 erfolgte die Ernennung zum Flottillenadmiral sowie die Übertragung des Kommandos über die Marinedivision Ostsee in Kiel. Er trat in dieser Position am 30. September 1972 in den Ruhestand.
Ende 1972 wurde er mit dem Verdienstkreuz 1. Klasse des Verdienstordens der Bundesrepublik Deutschland ausgezeichnet.